# بوب كوين
بوب كوين (بالإنجليزية: Bob Quinn)‏ هو سياسي أسترالي، ولد في 9 سبتمبر 1947 في أستراليا. حزبياً، نشط في الحزب الوطني الأسترالي في كوينزلاند ‏. وقد انتخب عضو المجلس التشريعي ولاية كوينزلاند.